# 파드니에브코

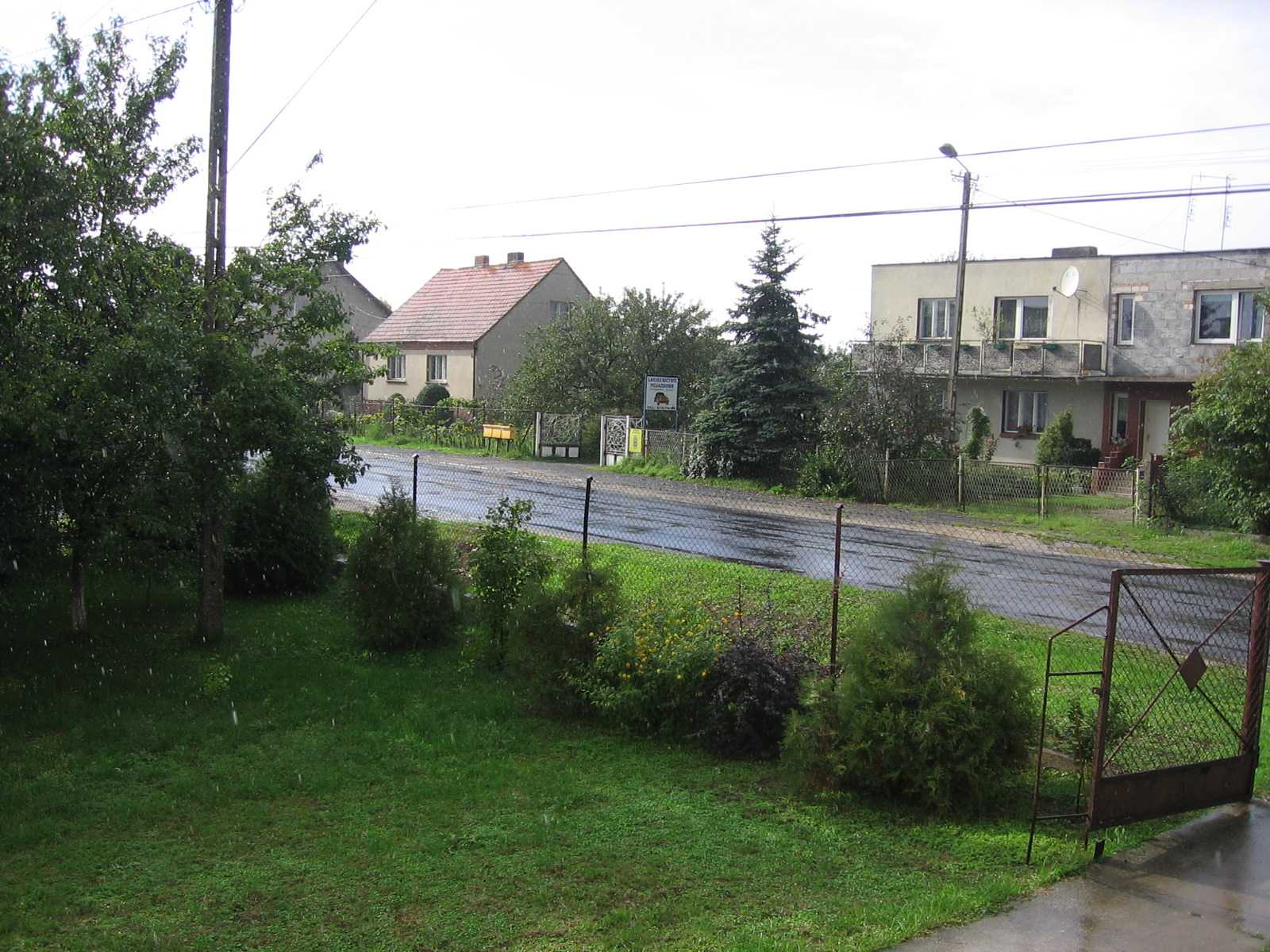
마을 풍경

파드니에브코(폴란드어: Padniewko)는 폴란드 중북부 쿠야비포모제주 모길노 군에 위치한 마을로, 모길노(Mogilno)에서 북서쪽으로 4km, 비드고슈치에서 남쪽으로 51km 정도 떨어진 곳에 위치한다.
인구는 399명이며 12세기에 처음 등장했다.